# Chase (Alaska)
Chase és una concentració de població designada pel cens dels Estats Units a l'estat d'Alaska. Segons el cens del 2000 tenia 41 habitants.

## Demografia
Segons el cens del 2000, Chase tenia 41 habitants, 21 habitatges, i 9 famílies La densitat de població era de 0,2 habitants/km².
Dels 21 habitatges en un 14,3% hi vivien nens de menys de 18 anys, en un 42,9% hi vivien parelles casades, en un 4,8% dones solteres, i en un 52,4% no eren unitats familiars. En el 42,9% dels habitatges hi vivien persones soles el 9,5% de les quals corresponia a persones de 65 anys o més que vivien soles. El nombre mitjà de persones vivint en cada habitatge era d'1,95 i el nombre mitjà de persones que vivien en cada família era de 2,7.
Per edats la població es repartia de la següent manera: un 17,1% tenia menys de 18 anys, un 2,4% entre 18 i 24, un 17,1% entre 25 i 44, un 56,1% de 45 a 60 i un 7,3% 65 anys o més.
L'edat mediana era de 47 anys. Per cada 100 dones hi havia 156,3 homes. Per cada 100 dones de 18 o més anys hi havia 183,3 homes.
La renda mediana per habitatge era de 16.250 $ i la renda mediana per família de 0 $. Els homes tenien una renda mediana de 0 $ mentre que les dones 0 $. La renda per capita de la població era de 16.000 $. Cap de les famílies estaven per davall del llindar de pobresa.

## Poblacions més properes
El següent diagrama mostra les poblacions més properes.